# Nick Joaquin

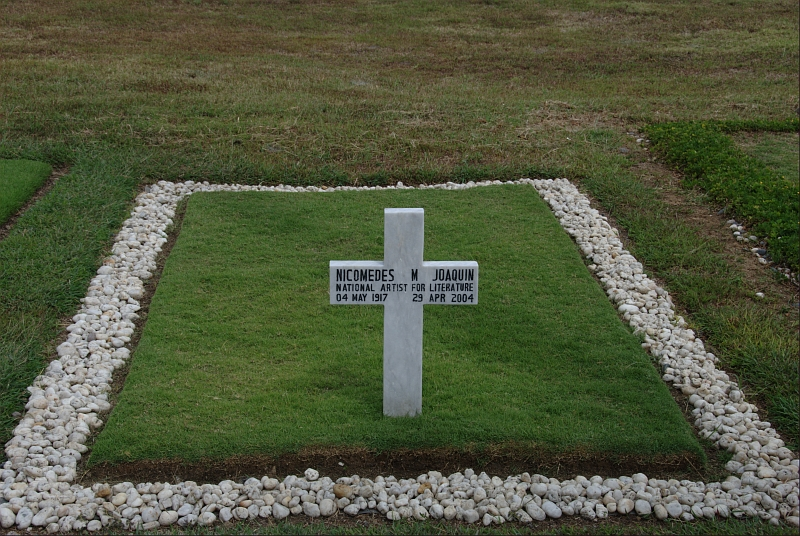
Nick Joaquin este înmormântat la Libingan ng mga Bayani.

Nicomedes Márquez Joaquín, cunoscut cel mai adesea ca Nick Joaquin (4 mai, 1917–29 aprilie, 2004), a fost un scriitor, istoric și jurnalist filipinez, a cărui nuvele și romane scrise în limba engleză l-au făcut cunoscut. De asemenea, se semna sub pseudonimul de Quijano de Manila.